# Világtörténet képekben
A Világtörténet képekben a Gondolat Kiadó 1975-ben megjelent, kétkötetes lexikona. Szerzői Hanák Péter, Márkus László, Ormos Mária és Ránki György.
A kétkötetes lexikon 1970-ig bezárólag bemutatja a világ történelmét, művészetét, sport- és kulturális eseményeit, képekkel és ábrákkal illusztrálva. Az I. az őskorral, ókorral és középkorral, míg a II. kötet az újkorral és a legújabb korral foglalkozik.